# Китайские добровольцы в Гражданской войне в России

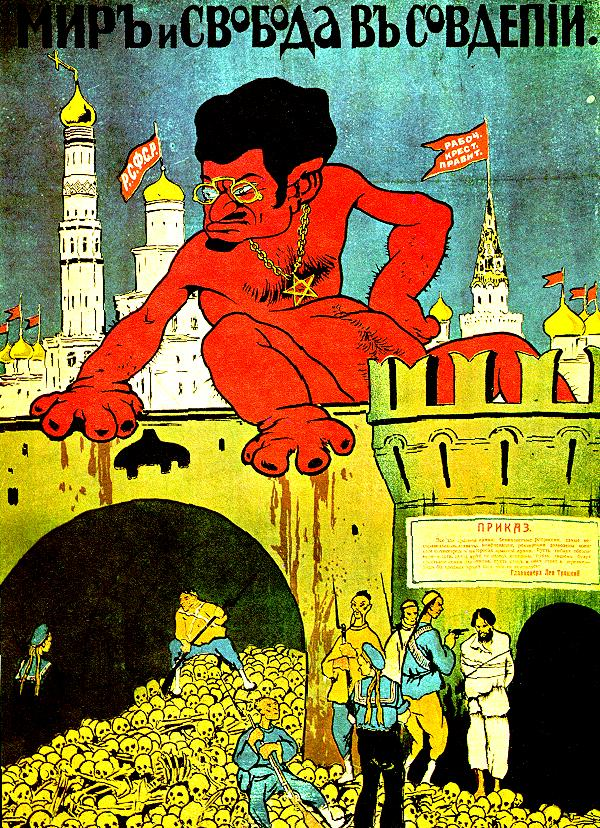
Агитационный плакат Белой армии 1919 года. Китайские солдаты в традиционной одежде казнят пленного русского крестьянина, и над ними Лев Троцкий в образе демона.

В Гражданской войне в России на стороне красных, как по идейным, так и по другим причинам, принимали участие около 300 тысяч иностранцев. Больше всего среди них было венгров, на втором месте по численности шли латыши (см. латышские стрелки), а третье занимали китайцы. Китайцы служили телохранителями большевистских функционеров, служили в ЧК, и даже формировали отдельные полки Красной армии. Было подсчитано, что в Красной армии насчитывалось десятки тысяч китайских солдат, и они были среди немногих групп иностранцев, сражавшихся на стороне Красной армии.

## Предыстория
Первая волна китайской иммиграции накрыла Российскую империю ещё в самом начале XX века, после «боксёрского восстания».
Большое количество китайцев жило и работало в Сибири в период поздней Российской империи. На время войны совет министров Российской империи снял запрет на использование иностранной рабочей силы на Дальнем Востоке, в Донбассе, на прокладке Мурманской железной дороги. В Смоленскую губернию наняли 20 000 человек на рубку леса. Чтобы ускорить процесс прибытия китайцев, их пускали в страну без оформления паспортов. В 1916—1917 годах около 2000 китайских рабочих было занято на строительстве русских укреплений вокруг Финского залива (см. крепость Петра Великого).
После русской революции некоторые из них остались в Финляндии и приняли участие добровольцами в гражданской войне в Финляндии на стороне союзных коммунистов.
К 1917 году в Петрограде скопилось большое количество китайских эмигрантов. Временное правительство не слишком понимало, что с ними делать, и пыталось очистить от них столицу. После 1917 года многие из этих китайских рабочих вступили в Красную армию. Подавляющее большинство китайцев были аполитичны и стали солдатами исключительно для того, чтобы получить права рабочих в чужой стране.
В целом к концу империи в России проживало около полумиллиона китайцев. Их состав был неоднороден, но львиную долю составляли рабочие, среди которых оказались и профессиональные военные.

## Китайские отряды на службе Советского государства

### Китайцы в Красной армии
Сразу после Октябрьского переворота, в конце 1917-го и в 1918 году, начинается активный набор китайских рабочих-мигрантов в особые отряды по поддержке революции. Сначала их деятельность ограничивалась непосредственно Петроградом и Москвой.
Работу по найму добровольцев облегчало жизнеустройство китайских общин: они жили обособленно и беспрекословно подчинялись своему руководству. Уже в декабре 1918 года в Петрограде прошло совещание китайских рабочих иммигрантов, где было решено объединить все китайские образования в «Союз китайских рабочих в России» (СКР). В задачи Союза входила пропаганда коммунистических идей и агитация за вступление в Красную армию.
Китайцы в Красную армию набирались из фабричных рабочих, привлечённых в Россию ещё до войны и перешедших на сторону городского пролетариата, с которым они работали. Отдельные китайские части воевали на стороне большевиков на Украине, в Закавказье и Сибири.
По одной из оценок, в Красной армии насчитывалось сотни тысяч китайских солдат. Тем не менее Брайан Мерфи утверждает, что «численность китайских войск не составляла значительной части Красной армии». К лету 1919 года Красная армия насчитывала более миллиона человек. К ноябрю 1920 года она насчитывала более 1,8 миллиона человек.
Китайские подразделения участвовали практически на всех фронтах Гражданской войны в России. Некоторые искренне сочувствовали большевикам, которые относились к ним как к «братьям-пролетариям». Другие просто присоединились к Красной армии, чтобы выжить, а третьи хотели пробиться домой в Китай с боем.
Китайцы были одним из нескольких иностранных контингентов, получивших в советской историографии название «отряды интернационалистов». Китайские интернационалистические войска носили ту же форму, что и остальная часть Красной армии.
Китайские ЧК и чекисты обычно служили в четырёх частях специальной категории ВЧК: ЧОН (части особого назначения), ВНУС (войска внутренней службы), ВОХР (войска внутренней охраны) и Пограничные ЧК. Войска ВНУС и ВОХР выполняли функции внутренней безопасности на фронте во время войны. Иногда они выполняли функции полиции в военной полиции. При необходимости они сражались вместе с войсками Красной армии. ЧОН в основном использовались для защиты ключевых военных, политических или государственных зданий, баз и объектов, оказания помощи операциям ЧК, подавления восстаний и оказания боевой поддержки Красной армии. После 1921 года несколько восточноазиатских ЧК сформировали Пограничную ЧК, Пограничную стражу или ЧК ОО (что означает Пограничная ЧК). Большевики находили особую ценность в использовании китайских войск, которые считались трудолюбивыми и эффективными. Кроме того, они редко понимали русский язык, что изолировало их от внешнего влияния.
Использование большевиками китайских войск комментировали как белогвардейские, так и иностранные наблюдатели. Большевиков часто высмеивали за то, что они полагались на китайских и латышских добровольцев. Антибольшевистская пропаганда предполагала, что большевики не имели поддержки русского народа и поэтому были вынуждены прибегнуть к помощи «иностранных наёмников», которые жестоко обращались с русским населением.
В 1918 году член Учредительного собрания России Дмитрий Гавронский утверждал, что большевики основывают свою власть главным образом на иностранной поддержке. Он утверждал, что «в Москве имеется в распоряжении 16 тысяч хорошо вооруженных латышских солдат, несколько отрядов финской Красной гвардии и крупный батальон китайских войск». Гавронский добавил, что «последние всегда используются для казней».
Командующий Красной армией Иона Якир возглавил китайский отряд, охранявший Ленина и Троцкого. Позже он возглавил полк, состоявший из китайских рабочих-добровольцев, который отличился в бою, когда Красная армия нанесла тяжёлое поражение румынским войскам в феврале 1918 года во время румынской оккупации Бессарабии.
Существовал так же китайский отряд в составе 1-й Конной армии Семёна Будённого.

### Китайцы в ЧК и частях военной охраны
Некоторым китайским добровольцам, фанатично преданным революции, было разрешено вступить в ЧК и различные отряды военной охраны. В 1919 году в ЧК насчитывалось около 700 китайских солдат. ЧК использовала их для арестов и казней солдат-антисоветчиков.

### Китайцы в Белой армии
На стороне белых также воевали китайские добровольцы, например, у атамана Семёнова служили китайцы, которые ранее несли охрану КВЖД.

## Участие Китая в интервенции союзников
Правительство Бэйяна на севере Китая присоединилось к интервенции союзников в гражданскую войну в России. Начиная с 1918 года, после того как китайская община в этом районе обратилась за помощью, они направили войска численностью 2300 человек в Сибирь и Северную Россию. Многие из этих солдат позже дезертировали в Красную армию.

## 1930-е годы
Несмотря на то, что многие китайцы служили в Красной армии, советские китайцы подвергались репрессиям и арестам, начиная с 1928 года. К 1938 году в европейской части России и на Дальнем Востоке осталось крайне мало китайцев.

## Известные участники
Жэн Фучэнь (任辅臣) (1884—1918) из Телина был первым большевиком в Северном Ляонине и командиром китайского полка Советской Красной армии. Его чтят как революционного героя Китайской Народной Республики. Среди других участников: Пау Тисан, Лю Шаочжу, Шен Чен Хо.

## В литературе
В рассказе Михаила Булгакова «Китайская история» 1923 года о китайском наёмнике в Красной армии.
В комиксе Эрже 1929 года «Тинтин в стране Советов» Тинтин попадает в руки китайских чекистов.
Исторический роман эстонского писателя Альберта Кивикаса «Имена в мраморе» 1936 года описывает судьбу некоторых пленных китайских солдат, чьи подразделения входили в состав Красной армии, попавших в руки эстонцев во время Эстонской войны за независимость.

## Память
На территории СССР были установлены памятники китайским красноармейцам:
- Мемориал красноармейцам китайского батальона (Морозовск Ростовской области)
- Обелиск в честь китайских воинов-добровольцев (Владикавказ)
- Обелиск на братской могиле китайских воинов-интернационалистов (п. Надвоицы, Республика Карелия).

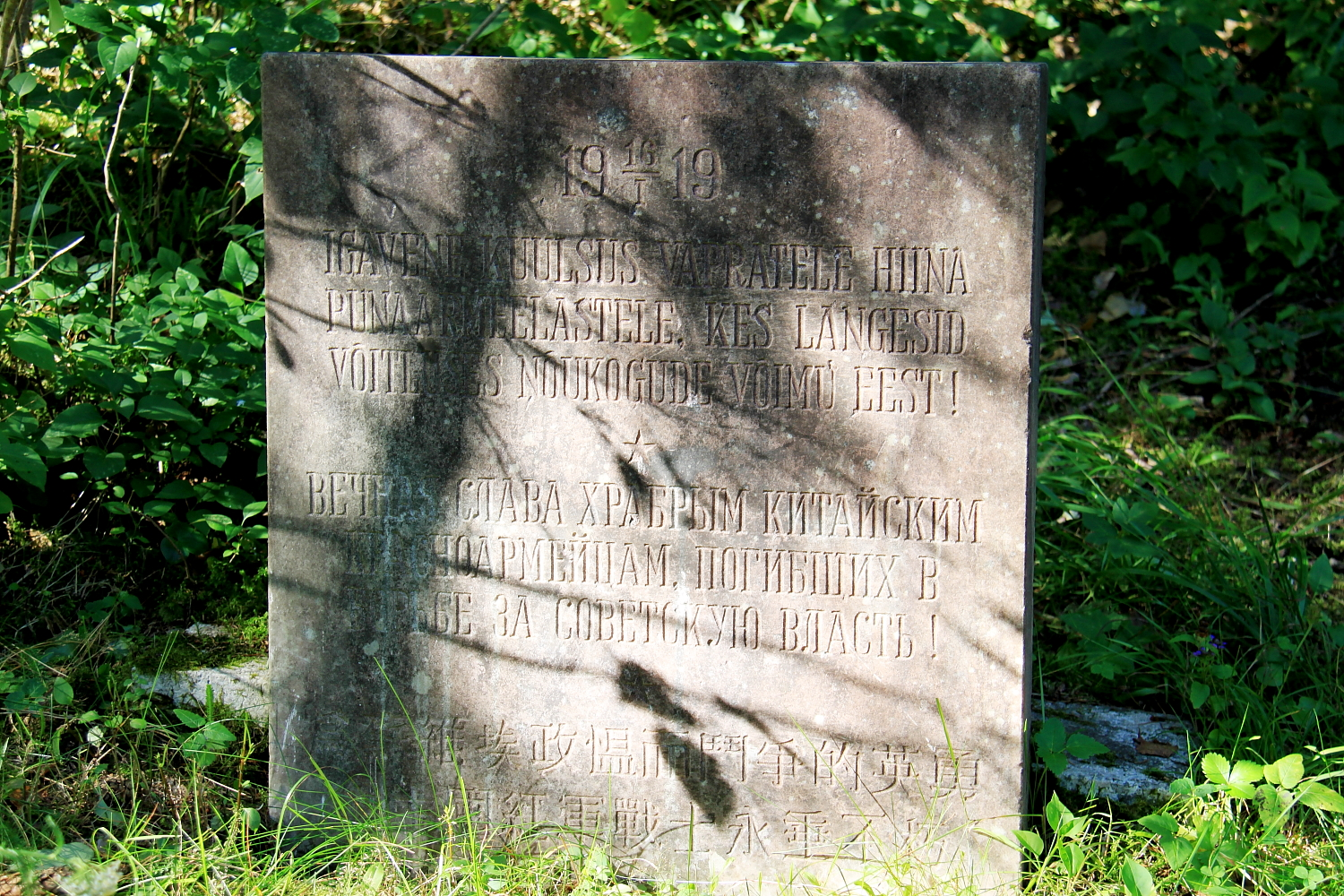
Памятник китайским красноармейцам, погибшим в борьбе за советскую власть. Деревня Висси, волость Ныо, Эстония. Разрушен в 2023 году